# Carroll County, Arkansas
Carroll County är ett administrativt område i delstaten Arkansas, USA. År 2010 hade countyt  27 446 invånare. De administrativa huvudorterna (county seat) är Berryville och Eureka Springs. 

## Geografi
Enligt United States Census Bureau har countyt en total area på 1 655 km². 1 627 km² av den arean är land och 23 km²  är vatten.

### Angränsande countyn
- Stone County, Missouri  - nord
- Taney County, Missouri  - nordöst
- Boone County  - öst
- Newton County  - sydöst
- Madison County  - syd
- Benton County  - väst
- Barry County, Missouri  - nordväst